# 奧利佛·克里斯
奧利佛·克里斯（英語：Oliver Graham Chris，1978年11月2日—）是英国的一位演員。他出演過多部情景喜劇，如辦公室風雲。

## 外部連結
- 奧利佛·克里斯在互联网电影资料库（IMDb）上的資料（英文）